# إيدا بودينج
إيدا بودينج (بالألمانية: Edda Buding)‏ مواليد 13 نوفمبر 1936 في رومانيا - الوفاة 15 يوليو 2014 في آلن، بادن-فورتمبيرغ، ألمانيا، كانت لاعبة كرة مضرب رومانية. سبق أن شاركت في دورة الألعاب الأولمبية الصيفية.

## النهائيات

### جراند سلام: حققت الوصافة
| السنة | البطولة          | الشريك     | المنافسون                 | النقاط    |
| 1957  | البطولة الفرنسية | لويس أيالا | فيرا بوجوفا جيري جافورسكي | 6–3, 6–4  |
| 1961  | بطولة ويمبلدون   | روبرت هاو  | فريد ستول ليزلي تيرنر     | 11–9, 6–2 |

## روابط خارجية
- إيدا بودينج على موقع مونزينجر (الألمانية)
- إيدا بودينج على موقع رابطة محترفات التنس (الإنجليزية)
- إيدا بودينج على موقع الاتحاد الدولي لكرة المضرب (الإنجليزية)
- إيدا بودينج على موقع كأس بيلي جين كينغ (الإنجليزية)
- إيدا بودينج على موقع بطولة ويمبلدون (الإنجليزية)
- إيدا بودينج على موقع خلاصة التنس.كوم (الإنجليزية)
- إيدا بودينج على موقع اللجنة الأولمبية الدولية (الإنجليزية)
- إيدا بودينج على موقع أوليمبيديا (الإنجليزية)